# Ликвидатор (филм)
Ликвидатор (енгл. Eraser) или Брисач је акциони-трилер филм из 1996. који је режирао Чак Расел. Главне улоге играју: Арнолд Шварценегер, Ванеса Л. Вилијамс и Џејмс Кан.
Заменик америчког маршала Џон Кругер један је од најтврђих маршала, његове методе су да „избрише“ идентитете својих сведока које је добио да штити. У међувремену, жена по имену Ли Кален која ради за корпорацију по имену Сајрез обавила је тајни посао за ФБИ да открије строго тајно оружје које користи електромагнетни пулс за слање циљева. Сајрез је открио ово о Ли и сада намерава да је убије, Кругеров посао је сада да заштити Ли како би могла да сведочи против Сајрез корпорације. Али, када је Кругер добио задатак да обави посао са другим маршалом по имену Роберт Дегерен, он открива да Дегерин стоји иза неке врсте преваре која ће укључивати оружије са електромагнетним пулсом, који ће променити руке и доћи до руског криминалца ако их Кругер не заустави, Кругера не само да мора заштитити Лијев живот већ и свој.

## Радња
Џон Кругер је припадник Службе савезних шерифа Сједињених Држава (United States Marshals Service) задужен за „брисање“ потенцијално животно угрожених сведока у високопрофилним федералним случајевима путем инсцениране смрти и промене идентитета у оквиру Програма заштите сведока (WITSEC - Witness Security Program). Након што је на овај начин „избрисао“ мафијашког сведока Џонија Кастелеонеа, Кругеру је додељен нов задатак од стране шефа Витсека, Артура Белера: да заштити Ли Кален, чланицу најужег руководства Сајрез Корпорације, уговорног произвођача оружја за Министарство одбране. Ли је упозорила ФБИ да је Сајрез у строгој тајности произвео ново оружје - електромагнетно-пулсну пушку - и да неко из најужег руководства планира да га продаје на црном тржишту.
У ФБИ-јевој тајној операцији, Ли приступа Сајрезовом централном рачунару и копира податке о ЕМ пушци на два диска:један за ФБИ и један за сопствену заштиту. Међутим, потпредседник Сајреза, Вилијам Донохју, примети њен неодобрени улаз у трезор путем камере за видео-надзор и нареди јој да одмах дође у његову канцеларију. Након што јој пронађе скривену камеру у облику дугмета, Донохју потегне пиштољ на њу, али уместо да је убије - изврши самоубиство. Ли достави један од дискова ФБИ-ју, али, поучена искуством њиховог прекршеног обећања о гарантованој безбедности, одбије Кругерову понуду о заштити. Кртица унутар ФБИ-ја, који ради за подсекретара одбране Данијела Харпера, који је „мозак“ читаве завере, на портирници замени диск лажним, а прави пошаље Харперу.
Те ноћи, Ли је нападнута у својој кући од стране плаћених убица, које је по Харперовој наредби послао корумпирани председник Сајреза, Морхарт. Кругер се изненада појави и спасе Ли од плаћених убица, а потом је сакрије у њујоршкој кинеској четврти, код једне од својих бивших штићеница, Меј Линг, сведокиње која је сведочила против шефова Јакузе, задржавши њену локацију у тајности чак и од самог Витсека. Кругер сазнаје од свог ментора, шерифа Роберта Дегерина,  да је неколицина њихових штићеника убијена јер унутар Витсека постоји кртица, и да сви њихови тренутни штићеници морају да буду премештени по хитном поступку. Заједно са агентима Шифом и Калдероном и новопридошлицом, замеником Монроом, они изврше препад на удаљену шумску колибу и убију плаћенике који држе тамошњу Дегеринову штићеницу за таоца, али је Дегерин неприметно убије када га вођа плаћеника разоткрије као кртицу. У повратку авионом за Вашингтон, Кругер, сада већ сумњичав спрам Дегерина, мобилним телефоном упозори Ли да се хитно премести. Дегерин  неприметно сипа Кругеру седатив у флашицу воде, што га држи довољно да уђу у траг позиву за Њујорк, а потом упуца Монроа Кругеровим пиштољем, сместивши му на тај начин статус кртице. Након што открије да су он, Шиф и Калдерон  корумпирани, Дегерин објасни Кругеру да он само посредује за купца оружја на црно; Кругер падобраном побегне из  авиона над Њујорком да би спасао Ли, која се сакрила у њујоршком зоолошком врту, од Дегеринових плаћеника. Дегерин  пријави Кругера и Ли Белеру као бегунце, а Белер му нареди да их обоје приведе живе.
Кругер и Ли, уз асистенцију Џонија Кастелеонеа, инфилтрирају се у зграду Сајреза. Користећи пречицу (задња врата), дешифрују садржај другог диска са Донохјуовог канцеларијског рачунара: на њему се налази податак да је испорука од  хиљаду примерака ЕМ пушке отишла у балтиморску луку, а да је купац шеф руске мафије, Сергеј Иванович Петровски, који  планира да их потом препрода терористима, али им систем-администратор уђе у траг и обрише садржај диска; Дегерин киднапује Ли и одвезе се хеликоптером с њом у Балтимор. За то време, испорука се утоварује на теретни брод Петровског.
Кастелеоне контактира свог рођака, мафијаша Тонија Двопрстог, да помогне Кругеру да спречи да брод оде са оружјем. Њих тројица убију Петровског и његове људе, као и Дегеринове плаћенике. У борби на контејнеру пуном ЕМ пушака, Дегерин држи Ли за таоца, али је Кругер ослободи, а потом уништи куку на контејнерском крану, услед чега већ подигнути контејнер падне са све Дегерином на земљу, ком приликом из контејнера поиспадају ЕМ пушке. Кругер, такође,  пружи помоћ и повређеном Дегерину, да би га потом препустио Белеру и властима.
Неколико недеља касније, Кругер лично доведе Ли на рочиште, на ком Харпер, Морхарт и Дегерин бивају оптужени за велеиздају. Немајући превише поверења у правни систем, Кругер јавно инсценира своју и Лиину смрт у експлозији аутомобила. На задњем седишту блиндиране лимузине, Дегерин честита Харперу на њиховој смрти и предлаже што скорији повратак на црно тржиште оружја, али је запањен када му Харпер саопшти да је он мислио да је Дегерин то изрежирао. У том се њихова лимузина изненада заустави насред железничке пруге, а из ње ужурбано изађе возач - Кастелеоне, закључавши сва врата. Кругер позове Дегерина мобилни телефоном и саопшти му да је „управо избрисан“; недуго затим воз удари у  лимузину, побивши сву тројицу. Ли чека у колима, а на њено питање шта се догодило, Кругер одговори: „Отишли су возом“.

## Улоге
| Глумац             | Улога                                 |
| ------------------ | ------------------------------------- |
| Арнолд Шварценегер | шериф Џон „Ликвидатор“ Кругер         |
| Џејмс Кан          | шериф Роберт Дегерин                  |
| Ванеса Л. Вилијамс | др Ли Кален                           |
| Џејмс Коберн       | Шеф Витсека Артур Белер               |
| Роберт Пасторели   | Џони Кастелеоне                       |
| Џејмс Кромвел      | Вилијам Донохју                       |
| Дени Нучи          | Заменик шефа Витсека Монро            |
| Енди Романо        | подсекретар одбране Данијел Харпер    |
| Ник Чинлунд        | агент Калдерон                        |
| Мајкл Папаџон      | агент Шиф                             |
| Џо Витерели        | Тони Двопрсти                         |
| Марк Ролстон       | Џ. Скар                               |
| Џон Слатери        | агент Корман                          |
| Роберт Миранда     | Фредијано                             |
| Рома Мафија        | Клер Ајзакс                           |
| Тони Лонго         | Мали Мајк                             |
| Џери Бекер         | Морхарт                               |
| Џон Снајдер        | Сали                                  |
| Олек Крупа         | Сергеј Иванович Петровски             |
| Патрик Килпатрик   | Џејмс Хегерти, шеф обезбеђења Сајреза |
| Свен Оле Торсен    | телохранитељ Петровског               |